# Eric James, Baron James of Rusholme

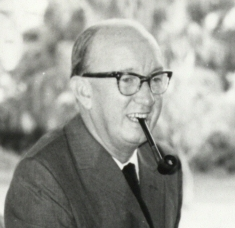
Eric James, Baron James of Rusholme, 1970

Eric John Francis James, Baron James of Rusholme (* 13. April 1909 in Derby, Derbyshire; † 16. Mai 1992) war ein britischer Pädagoge, der 1959 als Life Peer Mitglied des House of Lords wurde.

## Leben
Nach dem Besuch der Taunton’s School in Southampton absolvierte James ein Studium am Queen’s College der University of Oxford und wurde nach dessen Abschluss 1933 Lehrer („Assistant Master“) für Wissenschaft am Winchester College. Danach war er von 1945 bis 1962 als Rektor der Manchester Grammar School, der größten britischen Schule für Jungen. In dieser Position war er zwischen 1953 und 1954 auch Vorsitzender der Rektorenkonferenz.
Durch ein Letters Patent vom 19. Februar 1959 wurde James als Life Peer mit dem Titel Baron James of Rusholme, of Fallowfield in the County Palatine of Lancashire, in den Adelsstand erhoben. Kurz darauf erfolgte seine Einführung (Introduction) als Mitglied des House of Lords, dem er bis zu seinem Tode angehörte.
Im Anschluss wurde er 1962 erster Vizekanzler der neugegründeten University of York und bekleidete diese Funktion bis 1973.
Während dieser Zeit war Lord James nach der Ernennung durch Bildungsministerin Margaret Thatcher von 1970 bis 1971 Vorsitzender der Kommission zur Untersuchung der Lehrerausbildung, die 1972 mit dem nach ihm benannten James Report on Teacher Education and Training ihren Abschlussbericht vorlegte. Darin wurde eine Neugestaltung der Lehrerausbildung empfohlen und für einen Zugang aller Graduierten in diesen Beruf eintrat. Es handelte sich dabei um den ersten Bildungsbericht, der die Wichtigkeit einer innerdienstlichen Lehrerfortbildung betonte, wobei ein Mangel an finanziellen Mitteln die weitgehende Einführung dieser Empfehlungen verhinderte.
Danach fungierte er zeitweise als Mitglied des Sozialwissenschaftlichen Forschungsrates (Social Science Research Council) sowie als Vorsitzender der Königlichen Kommission für schöne Künste (Royal Fine Art Commission).

## Veröffentlichungen
- An Essay on the Content of Education, 1949.
- Education and Leadership, 1951.